# Nieodwracalne zmiany
Nieodwracalne zmiany – czwarty singel zespołu Kaliber 44 wydany do promocji radiowej 4 stycznia 2016 roku przez Mystic Production. Singiel stanowił promocję do czwartego studyjnego albumu zespołu pt. Ułamek tarcia. W utworze pojawiają się sample kawałków znanych z poprzednich płyt Kalibra 44. Wideoklip wyprodukowany przez AbradAba opublikowano 2 stycznia 2016.

## Notowania
- Uwuemka: 2[5]
- Lista przebojów Programu Trzeciego: 7[6]